# 赤羽北
赤羽北（日语：／ Akabane-kita */?）是東京都北區的地名。現行行政地名為赤羽北一丁目至三丁目。已實施住居表示。

## 地域
位於東京都北區西北部，鄰埼玉縣。北部有荒川與新河岸川流經，赤羽北一丁目有一部分是兩河之間的河床。
町域北與埼玉縣川口市以荒川為界，西北鄰浮間，東接赤羽，東南連赤羽台，西南接桐丘，西通板橋區小豆澤。
東西向的東京都道311號環狀八號線（環八通）穿過町域中央，並與南北向的埼京線交會。赤羽北是位在新河岸川河階坡地上，因此南北高低差較大。

## 地名由來
過去此地屬北豐島郡岩淵町大字袋，後演變為王子區袋町、北區袋町。實施住居表示時，袋町一部分成立新町，因位於赤羽北方而命名為「赤羽北」。

## 交通
鐵路
- 東日本旅客鐵道（JR東日本）
  - 埼京線：北赤羽站

### 道路、橋梁
道路
- 東京都道311號環狀八號線（日语：東京都道311号環状八号線）（環八通）
- 諏訪通
- 赤羽櫻並木通

橋梁
- 浮間橋（新河岸川。赤羽北二丁目－浮間一丁目）
- 中之橋（新河岸川。赤羽北一丁目赤羽北一丁目）

## 設施
教育
- 北區立袋小學校
- 東京都立桐丘高等學校（日语：東京都立桐ケ丘高等学校）
- TGN東京外語學園日本語學校

公園
- 荒川河川敷綠地

## 備註
1. ↑  北區役所ホームページ[永久]